# Eriospermum buchubergense
Eriospermum buchubergense är en sparrisväxtart som beskrevs av Moritz Kurt Dinter. Eriospermum buchubergense ingår i släktet Eriospermum och familjen sparrisväxter. IUCN kategoriserar arten globalt som livskraftig.
Artens utbredningsområde är Namibia. Inga underarter finns listade i Catalogue of Life.